# Baby Let’s Play House
«Baby, Let's Play House» — песня, написанная Артуром Гантером, афроамериканским блюзовым певцом и гитаристом. В его исполнении песня была выпущена на сингле в 1954 году. В 1955 году свою версию песни записал Элвис Пресли. Позже «Baby, Let’s Play House» также исполняли другие рок-н-ролльные музыканты (Бадди Холли).

## Сингл Элвиса Пресли
Пресли записал «Baby, Let’s Play House» 5 февраля 1955 года. Он изменил строчку «You may get religion» на «You may have a pink Cadillac». Строчка «I’d rather see you dead, little girl, than to be with another man» была позже заимствована Джоном Ленноном при написании песни The Beatles «Run for Your Life». С технической точки зрения, «Baby, Let’s Play House» была на стороне «Б» сингла «I’m Left, You’re Right, She’s Gone». Для Элвиса Пресли эта пластинка стала его четвёртым синглом. Это был первый сингл Пресли, попавший в национальный хит-парад категории кантри журнала «Биллборд», в котором он занял 10-е место. Существует ещё одна студийная версия «Baby, Let’s Play House» в исполнении Пресли: в 1970 году во время студийных репетиций к концертам в Лас-Вегасе Пресли стал играть свои старые песни; эти записи вышли в 1997 году в бокс-сете «Platinum: A Life in Music».
Песня с первой стороны сингла — «I’m Left, You’re Right, She’s Gone» — была написана Стэном Кеслером и Биллом Тейлором (оба — из местной группы The Snearly Ranch Boys) на мелодию рекламного джингла Campbell’s Soup, после того как Кеслер услышал, что продюсер Пресли Сэм Филлипс ищет свежий материал для звезды своего лейбла. Для записи этой песни 5 марта 1955 был впервые приглашён барабанщик — Джимми Лотт — до этого Пресли записывался лишь в сопровождении гитариста Скотти Мура и контрабасиста Билла Блэка.